# محوطه کومه علی
محوطه کومه علی مربوط به سده‌های میانی دوران‌های تاریخی پس از اسلام است و در شهرستان جاجرم، بخش مرکزی، دهستان گلستان، ۲ کیلومتری غرب روستای دشت واقع شده و این اثر در تاریخ ۱۸ شهریور ۱۳۸۷ با شمارهٔ ثبت ۲۳۳۰۶ به‌عنوان یکی از آثار ملی ایران به ثبت رسیده است.